# POSIX
Portable Operating System Interface (viết tắt POSIX, tạm dịch: Giao diện hệ điều hành di động) là một họ tiêu chuẩn của IEEE cho việc duy trì tính tương thích các hệ điều hành. Về mặt lý thuyết, mã nguồn tuân thủ POSIX phải được di động liền mạch. Trong thế giới thực, quá trình chuyển đổi ứng dụng thường chạy vào các vấn đề cụ thể của hệ thống. Nhưng việc tuân thủ POSIX giúp đơn giản hơn với các ứng dụng cổng có thể giúp tiết kiệm thời gian. Vì vậy, các nhà phát triển nên làm quen với các nguyên tắc cơ bản của tiêu chuẩn được sử dụng rộng rãi này.

## Lịch sử của POSIX
Các lập trình viên ban đầu phải viết lại các ứng dụng của họ từ đầu cho mỗi kiểu máy tính mới. Nhưng Hệ thống IBM / 360 đã thay đổi điều đó. Năm 1964, nó đã giới thiệu hệ điều hành OS / 360. IBM bắt đầu sử dụng cùng kiến trúc phần cứng để cho phép các mô hình mới sử dụng lại cùng một hệ điều hành. Sự hiện diện của một hệ điều hành chung trên nhiều máy thiết lập giai đoạn đầu tiên cho tính di động của ứng dụng.
Vào cuối những năm 1960, sự xuất hiện của UNIX đã mở ra những khả năng mới. AT & T Rush Bell Labs chịu trách nhiệm cho sự phát triển ban đầu của hệ điều hành mới này. Nó có thể chạy trên các máy từ nhiều nhà cung cấp. Nhưng UNIX bắt đầu rẽ nhánh thành nhiều hương vị khác nhau. Bên cạnh AT & T, Hệ thống V, còn có Phân phối phần mềm Berkeley (BSD), Xenix và nhiều hơn nữa. Thật dễ dàng để chuyển qua các hương vị này. Lời hứa về tính di động của ứng dụng đạt được một cú va chạm trên đường. Trong những thập kỷ tới, việc giới thiệu các hệ điều hành mới sẽ chỉ làm cho các ứng dụng cổng trên phần cứng, hệ điều hành và nhà cung cấp trở nên phức tạp hơn.
Tiêu chuẩn POSIX được phát triển vào những năm 1980 để giải quyết vấn đề về tính di động. Tiêu chuẩn được xác định dựa trên System V và BSD Unix. POSIX không định nghĩa hệ điều hành, nó chỉ xác định giao diện giữa ứng dụng và hệ điều hành. Các lập trình viên có quyền tự do viết hệ điều hành và ứng dụng của họ dù họ muốn miễn là giao diện giữa hai người được tôn vinh. Do POSIX độc lập với phần cứng, hệ điều hành hoặc nhà cung cấp, nên nó dễ dàng đạt được tính di động của ứng dụng hơn.
Tiêu chuẩn POSIX đầu tiên được phát hành vào năm 1988. Chính thức, nó được gọi là Giao diện hệ điều hành di động theo tiêu chuẩn IEEE 1003.1-1988 cho môi trường máy tính. Năm 1990, một phiên bản quốc tế có cùng tiêu chuẩn với các biến thể nhẹ đã được phát hành dưới dạng ISO / IEC 9945-1: 1990 Công nghệ thông tin - Giao diện hệ điều hành di động (POSIX) - Phần 1: Giao diện chương trình ứng dụng hệ thống (API).